# Fading
Fading is het gradueel veranderen van de stimuli die een bepaald gedrag uitlokken, zodat het gedrag uiteindelijk wordt uitgelokt door een aangepaste of helemaal andere stimulus. Er bestaat geen degelijke Nederlandse vertaling voor het woord; daarom wordt zowat altijd de Engelse term gebruikt. Fading wordt zowel bij mensen als bij dieren gebruikt.

## Gebruik van fading
Fading wordt vaak in één adem genoemd met prompting, maar kan met en zonder prompting gebruikt worden.

### Fading met prompting
Fading kan gebruikt worden om nieuw gedrag aan te leren in combinatie met prompting. De prompts worden dan stelselmatig afgebouwd. Als men bijvoorbeeld een hond wil leren zitten, kan men "Zit!" roepen, terwijl men de hond op het achterlijf naar beneden duwt tot hij zit. Dan wordt hij beloond. Als hij dat vlot doet, kan de kracht waarmee men duwt langzaam verminderen tot hij gaat zitten als men "Zit!" roept, zonder zijn achterlijf nog te moeten aanraken. De stimulus "op het achterlijf duwen" werd langzaam afgebouwd, terwijl het gedrag "zitten" toch behouden blijft. Prompting in combinatie met fading wordt vaak gebruikt bij kinderen met autisme en andere ontwikkelingsstoornissen om te leren spreken, tellen ...

### Fading zonder prompting
Fading wordt ook gebruikt zonder prompting wanneer het gedrag al gesteld wordt in een bepaalde situatie en men wil het ook leren gebruiken in een andere situatie. Autistische jongens hadden bijvoorbeeld geleerd stil en aandachtig te zijn wanneer ze alleen achter een bureau zaten, maar in groep in de kleuterklas maakten ze steeds lawaai en vertoonden storend gedrag. Via fading werd stapsgewijs over een periode van 4 weken de overgang gemaakt van alleen achter een bureau naar in groep in de klas. De stimuluskenmerken die stapsgewijs werden aangepast waren enerzijds de fysieke kenmerken van het lokaal en anderzijds het aantal leerlingen per klas.

## Verschil tussen fading en shaping
Er is een duidelijk verschil tussen fading en shaping. Bij shaping wordt het gedrag stapsgewijs veranderd terwijl de stimuli gelijk blijven. Bij fading is het omgekeerd: het gedrag blijft gelijk, maar de stimuli worden langzaam veranderd.